# Osztrák–magyar korona
Az osztrák–magyar korona (rövidítése: K; németül: Krone) az Osztrák–Magyar Monarchia pénzneme volt. 1892-ben vezették be, de csak 1900. január 1-jétől lett kötelező a koronában való számítás. 1918 novemberében, a Monarchia első világháborút követő felbomlásával megindult az utódállamok önálló pénzkibocsátása, mely az osztrák–magyar korona forgalmának visszaszorulásához, majd megszűnéséhez vezetett. Egy korona 100 fillérre (németül heller) oszlott.

## Története

### Előzmények
A 19. században világszerte fokozódott az ezüsttermelés. Az Európába áramló ezüst az ezüstalapú valuták leértékelődéséhez, válságához vezetett. Ez érintette a Habsburg Birodalmat is, melynek 1750 óta a szintén ezüstalapú konvenciós forint volt a valutája. Az ezüstvalutával felhagyó államok számára a kiutat az aranyalapra való áttérés jelentette, mivel a fokozódó aranytermelés az addig túlzottan nagy értékkoncentrációjú fém árát csökkentette, így az olcsóbbá váló arany alkalmas lett a mindennapi fizetések lebonyolításához szükséges pénz verésére. Ez nem jelenti azt, hogy korábban nem vertek aranyból pénzérméket.
A Monarchiában az első lépést 1857-ben, a Bécsi pénzszerződés aláírásával tették meg. Ez a szerződés a szerződő államok között bevezette az ezüstalapú egyleti tallért mint elszámolási egységet, és egységes aranypénzlábat is teremtett, az egyleti koronát (Vereinskrone). Az aranypénz a nemzetközi elszámolások és a külkereskedelem eszköze lett volna, de bevezetése nem volt sikeres, mivel belföldön nem volt elfogadási kényszer, külföldön pedig nem illeszkedett semelyik aranypénzrendszer szabványához. A pénzszerződés a jegybank konszolidációját is előírta, ez azonban előbb az olasz, később porosz–osztrák háború költségei miatt meghiúsult. Az 1862-ben hatalomra került Bismarck kezdettől fogva arra törekedett, hogy a Habsburgokat kiszorítsa a Német Szövetségből, melyet a königgrätzi csatában aratott győzelemmel el is ért.
A porosz–osztrák háború után a Német Pénzszövetség felbomlott, Ausztriában többé nem verhettek egyleti szabvány szerinti pénzeket. 1867-ben a Monarchia megállapodást kötött franciaországgal a Latin Éremunióba való belépésről, a porosz–francia háború ezt végül megakadályozta. Ennek ellenére 1870-től megkezdték a Latin Éremunió szabványa szerinti tíz- és húszfrankos aranyak verését, melyeket négy- és nyolcforintos címlettel megpróbáltak a forintrendszerbe is beilleszteni, de elfogadásuk belföldön nem volt kötelező. Így az aranypénzek a Monarchiában megmaradtak kereskedelmi pénznek (vagyis névértéken történő elfogadásuk nem volt kötelező, hanem szabad egyezkedés tárgyát képezte), viszont a Latin Éremunió egyes tagjai törvényes fizetőeszközzé tették (Olaszország: 1871; Belgium: 1874).
A Monarchia pénzrendszere tehát ezüstalapú maradt, ami egyre nagyobb problémát jelentett. Ennek oka nem csak a valuta fokozódó ezüsttermelés miatti értékcsökkenése volt, hanem az is, hogy egyre több állam tért át az aranyvalutára (Nagy-Britannia: 1816; Latin Éremunió államai: 1865; Német Birodalom: 1871), emiatt az osztrák pénzrendszer elszigetelődött, a demonetizált ezüstkészletek piacra dobása pedig tovább csökkentette az ezüst értékét. Az értékcsökkenés 1876-ban drasztikussá vált, a Monarchia területére áramlott az ezüst, ahol azt pénzzé verették és bankjegyre váltották. Ennek a folyamatnak az ezüst szabad veretésének 1879-es felfüggesztése vetett véget.
1879 után már nem beszélhetünk ezüstvalutáról, a forint értékét a külkereskedelmi egyensúly, illetve a külföldi hitelfelvételek alakulása határozta meg. Ennek eredménye instabil árfolyam és a nemzetközi ügyletek kockázatának növekedése lett, ami különösen érzékenyen érintette a kis, nyitott magyar gazdaságot, mert mind a külföldi hitelfelvételt, mind a külföldi tőke bevonását megnehezítette. Nem véletlen tehát, hogy az aranyvaluta bevezetésének szándéka magyar oldalról fogalmazódott meg.

### Előkészületek
1891-ben Wekerle Sándor pénzügyminiszter terjesztette elő az aranyvaluta bevezetésének javaslatát. Ennek két fő vonása az ezüstalapról aranyalapra való áttérés és az állam fedezetlen pénzkibocsátásának megszüntetése. Ehhez azonban nagy mennyiségű aranyra lett volna szükség, a monarchia érckészlete viszont főként ezüstben állt, így kényszerűségből az aranypénzek (tíz- és húszkoronás) mellett korlátozott mértékben az ezüst értékpénzek is megmaradtak (az ezüst 1 koronás érme mellett a korábbi  1 forintos is forgalmi pénz maradt 2 korona értékben). Az ezüst értékpénz volta csak részben valósult meg: bár korlátlan mennyiségben kötelező volt elfogadni, értékét nem fedezte belső értéke és nem állt fenn a szabad veretés joga sem.
A valuta bevezetésének sikere azon is múlt, hogy sikerül-e megfelelő mértékben felduzzasztani a Monarchia aranykészletét. Mivel a Monarchia külkereskedelmi mérlege hosszú távon deficites volt, az arany export ellenértékeként történő behozatala nem volt reális. Kivételt éppen a bevezetést megelőző néhány év jelentett, ugyanis a krími háború és az amerikai polgárháború miatt lecsökkent ukrajnai és amerikai gabonakivitel javította a magyar gabona exportlehetőségeit, ezáltal az exportbevételek ellenértékeként befolyó arany főleg magyar oldalról történt. A szükséges aranyfedezet megszerzésének másik eszköze a kötvény- és részvénykibocsátás ellenében történő tőkeimport volt.

### Bevezetés
A koronaértéket Ausztriában az 1892. évi augusztus 2-i törvény Magyarországon az 1892. évi XVII. törvény vezette be. Ez a törvény hivatalossá tette az aranyvalutát, egy korona értékét fél forintban szabta meg, a forint forgalmát azonban nem kötötte határidőhöz, hanem továbbra is megtartotta törvényes fizetőeszköznek. 1900-tól kezdve a korona volt az egyetlen hivatalos pénznem a monarchiában. Habár a koronában történő számolást kötelezővé tették, az áttérés nagyon lassú volt, és sokan a monarchia összeomlásáig forintban számoltak, a kétkoronást forintnak, a kétfillérest krajcárnak hívták. A forintváltópénzeket 1900-ig, a forintbankjegyeket 1902. december 31-ig, az ezüst egyforintosokat csak a korona forgalmának megszűnésekor (Magyarországon 1927!) vonták be véglegesen.
A koronarendszer bevezetésével sem tűntek el az ezüstpénzek, azonban ezek már nem minősültek értékpénznek és csak az állam számlájára lehetett veretni, elfogadási kényszerükre értékhatár volt érvényben. Kezdetben 1, majd 5 és 2 koronások készültek ezüstből, ezért a kortársak a koronát „sánta valutának” nevezték.
Liechtensteinben, a Monarchiával az ezüststandard idején is valutaunióban lévő hercegségben a koronavaluta 1901. január 1-jétől lett kizárólagos törvényes fizetőeszköz.
Az első világháború következményeként a koronát többször durván leértékelték, amit főleg a háborús kötelezettségekből finanszíroztak az adózás megnövelése helyett. A fogyasztói árak a háború alatt tizenhatszorosra emelkedtek, mivel a kormány sürgősen pénzt kezdett nyomtattatni az Osztrák–Magyar Bankkal a kiadások fedezésére. Az infláció mértéke így meghaladta a többi háborús országét.

### A korona az I. világháború után

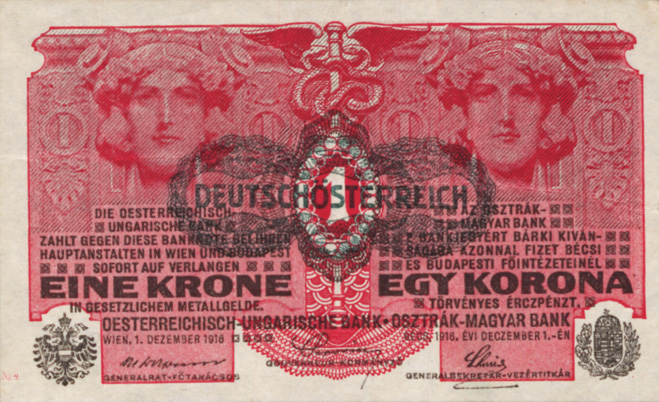
Egykoronás bankjegy (1916), „Német-Ausztria” felülbélyegzéssel (1920 k.)

Az első világháború befejezése után kezdetben remélték, hogy a korona maradhat a monarchia jogutódjainak közös pénzneme, de 1919. január 1-jén a Szerb–Horvát–Szlovén Királyság (a későbbi Jugoszlávia) a saját területén korlátozta az osztrák–magyar bankjegyek érvényességét. 1919 februárjában Csehszlovákia, 1919. március 12-én Ausztria is követte a példát. Csehszlovákiában a korona helyett a csehszlovák koronát, a korunát hozták forgalomba.

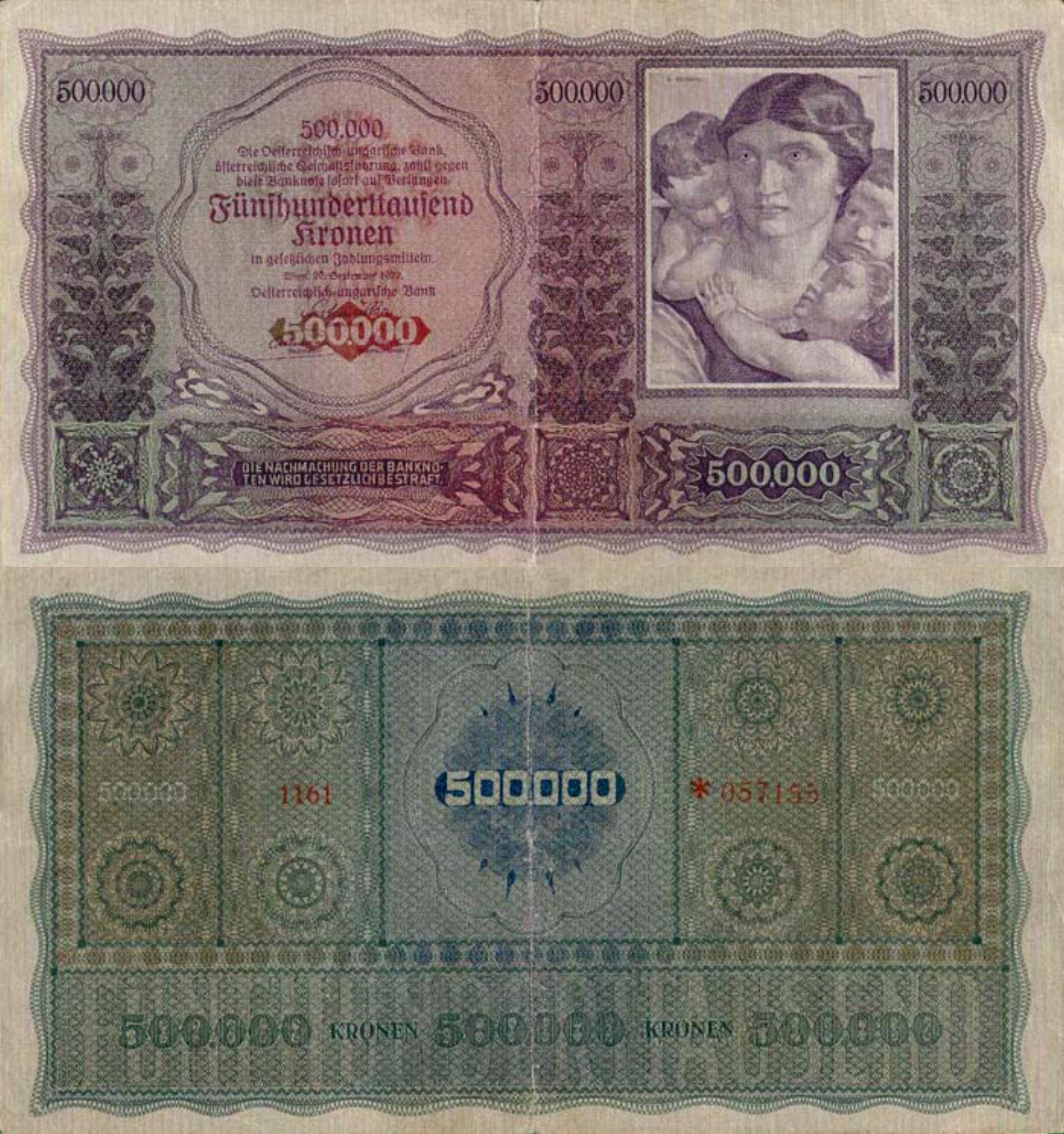
hiperinflációs osztrák bankjegy (1922)

Az osztrák gazdaság a háború után nem tudott stabilizálódni, és a hiperinfláció folytatódott: a pénzkibocsátás mértéke  1920-ban 12-ről 30 milliárd koronára, 1921 végére 147 milliárd koronára növekedett. 1922 augusztusára a fogyasztói árak 14 000-szeresére emelkedtek a háború kezdetéhez, a nyolc évvel azelőttihez képest. A legnagyobb címletű bankjegy 1922-ben jelent meg, az 5 000 000 koronás. A pénznembe vetett hit elveszett, a pénz olyan könnyen ment, ahogy jött. 1922 októberében Ausztria 650 millió aranykoronás kölcsönre kapott biztosítékot a Népszövetségtől. Ennek következményeként a pénznem értéke állandó lett, 14 400 papírkorona ért 1 aranykoronát. 1923. január 2-án az Osztrák Nemzeti Bank (Österreichische Nationalbank) intézkedéseket tett a pénznem felügyeletének Osztrák–Magyar Banktól való átvételére, amit felszámoltak. 1923 decemberében az Osztrák Parlament engedélyezte a kormánynak az 5000-es, a 10 000-es, és a 20 000-es ezüstérmék kibocsátását, amit fél-schillingnek, schillingnek, illetve kettő schillingnek neveztek. Ausztria hivatalos pénznemévé 1924. december 20-án vált a schilling (10 000 korona ért 1 schillinget).
Magyarországon az osztrák-magyar koronát 1919-től a magyar korona, majd 1927. január 27-én a pengő váltotta (12 500 magyar korona ért 1 pengőt).

## Árfolyam

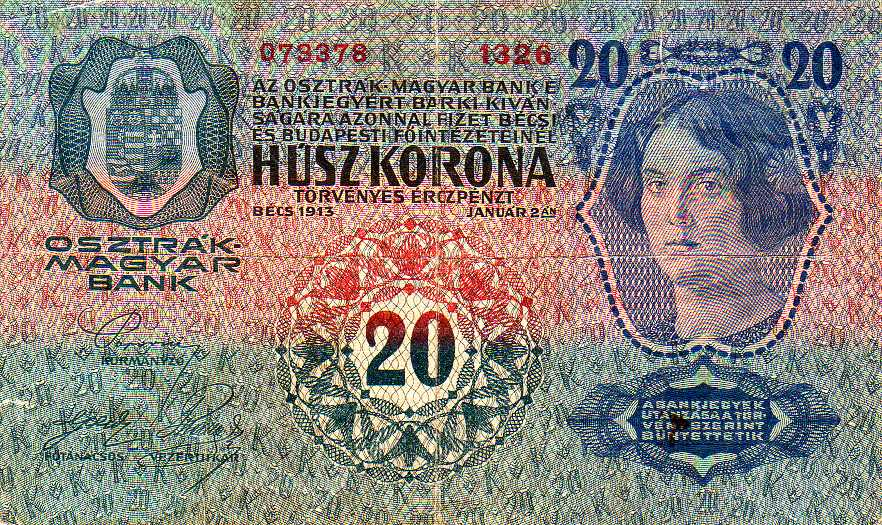
Húszkoronás bankjegy, 1913. (hátoldal)

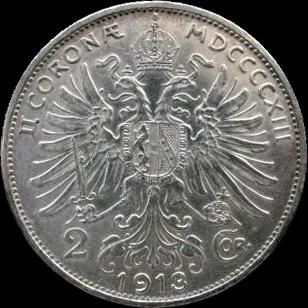
Kétkoronás érme, 1913. (hátoldal)

Mivel az osztrák-magyar koronát és a világ valutáinak nagy részét az aranystandardhoz kötötték, átváltási arányukat az elméleti aranytartalmuk (vagyis a pénzláb) határozta meg. A táblázat az 1900-as évek elején érvényes árfolyamokat mutatja a kor meghatározó valutáival szemben.
| Pénznem (ország)                  | Árfolyam (100 korona =)         | Pénzláb (1 kg színarany =) |
| --------------------------------- | ------------------------------- | -------------------------- |
| korona (Ausztria-Magyarország)    | 100 korona                      | 3280 korona                |
| márka (Németország)               | 85 M. 6 Pf. (85,06 márka)       | 2790 M.                    |
| font sterling (Nagy-Britannia)    | £4 3s 3d (4,1625 font sterling) | £136,5695…                 |
| frank (Latin Monetáris Unió)      | 105 frank                       | 34444/9 frs.               |
| gulden (Hollandia)                | 50 fl. 41 cts. (50,41 gulden)   | 165383/189 fl.             |
| rubel (Oroszország)               | 39 руб 38 к (39,38 rubel)       | 12916/9 руб                |
| korona (Skandináv Monetáris Unió) | 75 Kr. 61 Ö. (75,61 korona)     | 2480 Kr.                   |
| dollár (USA)                      | $20 ¢26 (20,26 dollár)          | $664,4518…                 |
| japán jen (Japán)                 | 40 jen 65 szen (40,65 jen)      | 13331/3 jen                |

## További információ
- bankjegy.szabadsagharcos.org (magyar bankjegykatalógus képekkel)
- www.numismatics.hu (gyakran frissített numizmatikai honlap)
- papirpenz.hu (magyar bankjegyek képei, ritka bankjegyek és próbanyomatok, tervezetek is)
- www.eremgyujtok.hu (a Magyar Éremgyűjtők Egyesületének honlapja)
- aes.iupui.edu/rwise (osztrák-magyar bankjegyek Ron Wise's World Paper Money honlapjáról)
- jam.nyirbone.hu (az 1902-es 100 koronás bankjegy leírása)
- www.geldschein.at (osztrák-magyar bankjegyek (angol, német))